# Рождественка (Московская область)
Рождественка — деревня в Коломенском районе Московской области, в составе Хорошовского сельского поселения. Население — 11 чел. (2010). Расположено на северной части района, на левом берегу реки Велегушка (левый приток Москвы-реки), в 8 км к северу от Коломны, ближайшая железнодорожная станция — платформа Хорошёво Рязанского направления Московской железной дороги — в 3,5 км. Соседние сёла: Нижнее Хорошово в 2,3 км на юго-запад, Паньшино — в 1,2 км на север и Шелухино — в 2,7 км на северо-восток.

## Население
Основное население — дачники, деревня, фактически, превратилась в СНТ.
| 2002 | 2006 | 2010 |
| ---- | ---- | ---- |
| 2    | ↗7   | ↗11  |